# Solace in Wicca
Solace in Wicca es un cortometraje manés de terror dramático de 2013 sobre la ejecución en 1617 de Margaret Quaine y su hijo Robert, las únicas ejecuciones por brujería registradas en la Isla de Many una de las últimas ejecuciones por brujería sancionadas por la Iglesia de Inglaterra en las Islas Británicas.
El cortometraje fue la primera producción filmada íntegramente en gaélico manés y fue financiado por Culture Vannin, CinemaNX e Isle of Man Film. Se estrenó en el Festival de Cine de la Isla de Man en septiembre de 2013 y se distribuyó online en noviembre de 2017 por Culture Vannin.
El guion fue uno de los treinta y dos presentados al Concurso de Guiones de Cortos MannIN en enero de 2011 y fue seleccionado como uno de los tres propuestos para un presupuesto de producción como parte del programa MannIN Shorts.
Andy North, profesor de cine y medios digitales en el Isle of Man College y la Universidad de Chester, fue contratado para dirigir el cortometraje y ayudó a desarrollar el guion durante un período de preproducción de seis meses. North decidió traducir los diálogos al idioma gaélico manés, fiel a la época, una decisión que atrajo el apoyo financiero de Culture Vannin.
La oportunidad de apoyar a los talentos emergentes entusiasmó al socio de inversión cinematográfica del Gobierno de la Isla de Man, CinemaNX, que cofinanció la producción con vistas a adquirir los derechos de una nueva versión comercial en inglés. La filial de CinemaNX, Pinewood Studios, adquirió los derechos y desarrolló la nueva versión comercial en 2013 como una historia de los orígenes de Halloween.
El rodaje se llevó a cabo durante cinco días en julio de 2012, en espacios de patrimonio nacional: Castle Rushen, Cregneash Village y Niarbyl Fault. Manx National Heritage cedió de forma gratuita el uso de sus espacios dada la naturaleza histórica de la obra.
Los papeles principales fueron para actores experimentados que no hablaban manés y que lo aprendieron como un loro a través de un CD grabado por un profesor de dialecto y lengua. Quienes hablaban manés de forma fluida desempeñaron papeles menores.